# 你不是犯人吧？
《你不是犯人吧？》（日语：キミ犯人じゃないよね?）是在2008年4月11日到6月13日間，於朝日電視臺周五深夜劇場（每週五23:15 - 24:10日本標準時間）播放，由貫地谷栞主演的電視劇，共播出10集。

## 概要
一心成為推理作家但四處碰壁的森田櫻（貫地谷栞飾），以及帥哥少爺刑警宇田川教生（要潤　飾），兩人互補的組合，解開了許多有趣巧妙的事件。
每當發生殺人事件，宇田川會僱用小櫻一起幫忙破案，而每次宇田川都會被一名美女吸引，雖然沒有明說，但最後該美女都是犯人，本劇用如此倒敘的方式開展每集的故事。小櫻在每集都會搭配劇情而改變造型，也是本劇特色之一。
本劇也是貫地谷詩穗梨繼主演NHK晨間小說連續劇『喜代美』後，首次在日本民放電視台擔任戲劇的主演。

## 演員
以下為主要登場人物
- 森田櫻 - 貫地谷栞、松浦愛弓（幼年）

23歳，從小就喜歡讀推理小說，為成為推理小說家的夢想而不分晝夜努力打工，和讀高中的妹妹一起生活。擁有超群記憶力，以及與「神探可倫坡」不相上下的推理能力的怪異女子。
- 宇田川教生 - 要潤、吉野翔太（幼年）

富士見警察署刑事課警部補，家族中有人擔任國會議員和法官等，在當地很有名，典型的大少爺。與森田櫻相遇後，看上了她那優秀的推理能力，因此僱用她幫忙破案。每次都會愛上女性嫌疑人，使劇情以類似倒敘推理的方式展開。
- 柴田太郎 - 金剛地武志

鑑識人員，扮演手機刑警錢形系列中相同的角色。
- 前田銀二 - 池田努

刑警，宇田川的同事。
- 中川明美 - 小川奈那

出版社的編輯。
- 森田楓 - 小島藤子

小櫻的妹妹。
- 堀江祐二 - 萩野崇

居酒屋的店長。
- 警官 - 田中大輔

- 藤村寛平 - 升毅（第1、4、5、8、10話）

超愛碎碎唸的刑警。
- 梅子 - 天手鼓舞（第1、4、8、10話）

碎碎唸刑警的助手。
- 太宰久司 - 渡邊一惠

刑警，宇田川的同事。

## 工作人员
- 脚本 - 林誠人、荒井修子、加藤淳也、小川みづき
- 音楽 - 蓜島邦明
- 演出 - 植田泰史、石川淳一、城宝秀則、田村直己、岩田和行、都築淳一
- 主題歌 - YA-KYIM「Super☆Looper」（ワーナーミュージック・ジャパン）[3]
- 技術PD - 長谷川美和
- 撮影 - 磯貝喜作
- 映像 - 服部正邦
- 照明 - 相沢敦
- 音声 - 関根光晶
- 編集 - 河村信二
- LINE 編集 - 松本英之
- 音響効果 - 安藤友章
- MA - 小林祐二

## 主題曲
- 「Super☆Looper」 - YA-KYIM

## 外部連結
- 官網

## 作品的變遷
| 日本 朝日電視台 週五深夜劇場 星期五 23:15至24:10 | 日本 朝日電視台 週五深夜劇場 星期五 23:15至24:10 | 日本 朝日電視台 週五深夜劇場 星期五 23:15至24:10 |
| ------------------------------------------------ | ------------------------------------------------ | ------------------------------------------------ |
|                                                  | 你不是犯人吧？ （2008.4.11 - 2008.6.13）         |                                                  |
| 未來講師 （2008.1.11 - 2008.3.14）               | 打擊天使琉璃 （2008.7.25 - 2008.9.5）            |                                                  |